# Чемпіонат світу з трекових велоперегонів 2017 — кейрін (жінки)
Змагання з кейріну серед жінок на Чемпіонаті світу з трекових велоперегонів 2017 відбулись 16 квітня.

## Результати

### Перший раунд
Перші двоє велогонщиць з кожного заїзду кваліфікувались у другий раунд, всі інші кваліфікувалися до перезаїздів першого раунду.

#### Заїзд 1
| Місце | Ім'я             | Країна     | Відставання | Примітки |
| ----- | ---------------- | ---------- | ----------- | -------- |
| 1     | Крістіна Фоґель  | Німеччина  |             | Q        |
| 2     | Шенн Браспенінкс | Нідерланди | +0.054      | Q        |
| 3     | Хелена Касас     | Іспанія    | +0.889      |          |
| 4     | Тетяна Кисельова | Росія      | +1.006      |          |
| 5     | Мігле Марозайте  | Литва      | +1.186      |          |
| 6     | Юлі Вердуго      | Мексика    | +1.234      |          |
| 7     | Лінь Цзюньхун    | КНР        | +1.652      |          |

#### Заїзд 2
| Місце | Ім'я               | Країна         | Відставання | Примітки |
| ----- | ------------------ | -------------- | ----------- | -------- |
| 1     | Стефані Мортон     | Австралія      |             | Q        |
| 2     | Гуо Шуан           | КНР            | +0.016      | Q        |
| 3     | Емма Гінце         | Німеччина      | +0.408      |          |
| 4     | Любов Басова       | Україна        | +0.565      |          |
| 5     | Лі Хе Джін         | Південна Корея | +0.617      |          |
| 6     | Анастасія Войнова  | Росія          | +0.873      |          |
| 7     | Лауріне ван Ріссен | Нідерланди     | +0.911      |          |

#### Заїзд 3
| Місце | Ім'я            | Країна          | Відставання | Примітки |
| ----- | --------------- | --------------- | ----------- | -------- |
| 1     | Лі Хвейші       | Гонконг         |             | Q        |
| 2     | Нікі Дегренделе | Бельгія         | +0.055      | Q        |
| 3     | Каарле Маккалох | Австралія       | +0.079      |          |
| 4     | Кеті Марчант    | Велика Британія | +0.246      |          |
| 5     | Кейт О'Браєн    | Канада          | +0.348      |          |
| 6     | Пауліне Грабош  | Німеччина       | +0.400      |          |
| 7     | Таня Кальво     | Іспанія         | +0.444      |          |

#### Заїзд 4
| Місце | Ім'я              | Країна    | Відставання | Примітки |
| ----- | ----------------- | --------- | ----------- | -------- |
| 1     | Марта Байона      | Колумбія  |             | Q        |
| 2     | Сімона Крупекайте | Литва     | +0.003      | Q        |
| 3     | Даніела Гаксіола  | Мексика   | +0.057      |          |
| 4     | Голлі Такос       | Австралія | +0.247      |          |
| 5     | Шеннон МакКерлі   | Ірландія  | +1.014      |          |
| 6     | Олена Старікова   | Україна   | DNF         |          |

- Q = кваліфікувались у другий раунд

### Додатковий раунд
Переможець кожного заїзду кваліфікується в другий раунд.

#### Заїзд 1
| Місце | Ім'я              | Країна    | Відставання | Примітки |
| ----- | ----------------- | --------- | ----------- | -------- |
| 1     | Анастасія Войнова | Росія     |             | Q        |
| 2     | Хелена Касас      | Іспанія   | +0.028      |          |
| 3     | Кейт О'Браєн      | Канада    | +0.281      |          |
| 4     | Голлі Такос       | Австралія | +0.446      |          |
| 5     | Лінь Цзюньхун     | КНР       | +0.996      |          |

#### Заїзд 2
| Місце | Ім'я         | Країна          | Відставання | Примітки |
| ----- | ------------ | --------------- | ----------- | -------- |
| 1     | Лі Хе Джін   | Південна Корея  |             | Q        |
| 2     | Юлі Вердуго  | Мексика         | +0.089      |          |
| 3     | Кеті Марчант | Велика Британія | +0.198      |          |
| 4     | Емма Гінце   | Німеччина       | +0.243      |          |

#### Заїзд 3
| Місце | Ім'я            | Країна    | Відставання | Примітки |
| ----- | --------------- | --------- | ----------- | -------- |
| 1     | Любов Басова    | Україна   |             | Q        |
| 2     | Каарле Маккалох | Австралія | +0.254      |          |
| 3     | Таня Кальво     | Іспанія   | +0.369      |          |
| 4     | Пауліне Грабош  | Німеччина | +0.382      |          |
| 5     | Мігле Марозайте | Литва     | +0.487      |          |

#### Заїзд 4
| Місце | Ім'я               | Країна     | Відставання | Примітки |
| ----- | ------------------ | ---------- | ----------- | -------- |
| 1     | Лауріне ван Ріссен | Нідерланди |             | Q        |
| 2     | Даніела Гаксіола   | Мексика    | +0.108      |          |
| 3     | Тетяна Кисельова   | Росія      | +0.272      |          |
| 4     | Шеннон МакКерлі    | Ірландія   | +0.325      |          |
| 5     | Олена Старікова    | Україна    | +0.834      |          |

- Q = кваліфікувались у другий раунд

### Другий раунд
Перші три спортсменки з кожного заїзду кваліфікуються в основний фінал, всі інші - у фінал 7–12.

#### Заїзд 1
| Місце | Ім'я               | Країна     | Відставання | Примітки |
| ----- | ------------------ | ---------- | ----------- | -------- |
| 1     | Крістіна Фоґель    | Німеччина  |             | Q        |
| 2     | Марта Байона       | Колумбія   | +0.065      | Q        |
| 3     | Нікі Дегренделе    | Бельгія    | +0.102      | Q        |
| 4     | Анастасія Войнова  | Росія      | +0.149      |          |
| 5     | Лауріне ван Ріссен | Нідерланди | +0.362      |          |
| 6     | Гуо Шуан           | КНР        | +0.520      |          |

#### Заїзд 2
| Місце | Ім'я              | Країна         | Відставання | Примітки |
| ----- | ----------------- | -------------- | ----------- | -------- |
| 1     | Стефані Мортон    | Австралія      |             | Q        |
| 2     | Шенн Браспенінкс  | Нідерланди     | +0.030      | Q        |
| 3     | Сімона Крупекайте | Литва          | +0.316      | Q        |
| 4     | Любов Басова      | Україна        | +0.529      |          |
| 5     | Лі Хвейші         | Гонконг        | +0.739      |          |
| –     | Лі Хе Джін        | Південна Корея |             | DNF      |

### Фінали
Фінали розпочались о 15:39.

#### Малий фінал
| Місце | Ім'я               | Країна         | Відставання | Примітки |
| ----- | ------------------ | -------------- | ----------- | -------- |
| 7     | Лауріне ван Ріссен | Нідерланди     |             |          |
| 8     | Анастасія Войнова  | Росія          | +0.090      |          |
| 9     | Любов Басова       | Україна        | +0.180      |          |
| 10    | Лі Хвейші          | Гонконг        | +0.332      |          |
| 11    | Гуо Шуан           | КНР            | +0.465      |          |
| 12    | Лі Хе Джін         | Південна Корея | +0.851      |          |

#### Фінал
| Місце | Ім'я              | Країна     | Відставання | Примітки |
| ----- | ----------------- | ---------- | ----------- | -------- |
| 1     | Крістіна Фоґель   | Німеччина  |             |          |
| 2     | Марта Байона      | Колумбія   | +0.061      |          |
| 3     | Нікі Дегренделе   | Бельгія    | +0.130      |          |
| 4     | Стефані Мортон    | Австралія  | +0.257      |          |
| 5     | Шенн Браспенінкс  | Нідерланди | +0.288      |          |
| 6     | Сімона Крупекайте | Литва      | +1.480      |          |